# Sparedrus unicolor
Sparedrus unicolor es una especie de coleóptero de la familia Oedemeridae.

## Distribución geográfica
Habita en Pakistán.